# NGC 7541
NGC 7541 (другие обозначения — NGC 7581, PGC 70795, IRAS23121+0415, UGC 12447, KCPG 678B, MCG 1-59-17, ZWG 406.30) — спиральная галактика с перемычкой (SBc) в созвездии Рыбы, находящаяся на расстоянии примерно 110 миллионов световых лет от Земли. У галактики спиральные рукава и яркий центр, пересеченный перемычкой («баром») из газа и звезд.
Этот объект занесён в новый общий каталог несколько раз, с обозначениями NGC 7541, NGC 7581.
Этот объект входит в число перечисленных в оригинальной редакции «Нового общего каталога».
В галактике вспыхнула сверхновая SN 1998dh типа Ia, её пиковая видимая звездная величина составила 16,8.